# Kościół św. Andrzeja Apostoła w Męcince
Kościół świętego Andrzeja Apostoła – rzymskokatolicki kościół parafialny należący do parafii pod tym samym wezwaniem (dekanat Jawor diecezji legnickiej). Świątynia była wzmiankowana w 1327 roku, obecna została wzniesiona w XVII wieku.

## Architektura i wnętrze
Kościół został przebudowany w 1818 roku. Niezmieniona została czworokątna wieża, zwieńczona attyką i szpiczastym dachem hełmowym. Korpus świątyni zbudowany został na planie prostokąta z salowym wnętrzem i wyodrębnionym, węższym prezbiterium. Nakryty jest tynkowanym strop. Kościół posiada dach trójspadowy, w elewacjach są umieszczone okna w dwóch rzędach, nawa z trzech stron jest opasana jednopoziomową emporą. We wnętrzu można zobaczyć wystrój i wyposażenie pochodzące z czasów ostatniej przebudowy. Należą do niego: ołtarz, ambona przyścienna, kamienna chrzcielnica, obrazy olejne i rzeźby, a także kilka witraży.